# Злыгостев, Иван Ильич
Иван Ильич Злыгостев (1915—1945) — старший сержант Рабоче-крестьянской Красной Армии, участник Великой Отечественной войны, Герой Советского Союза (1945).

## Биография
Иван Злыгостев родился 13 сентября 1915 года в деревне Городище (ныне — Еловский район Пермского края). В 1927 году окончил семь классов школы, после чего работал пчеловодом в колхозе. В 1937 году Злыгостев был призван на службу в Рабоче-крестьянскую Красную Армию. Участвовал в советско-финляндской войне. Демобилизовавшись, вернулся на родину, продолжил работу в колхозе. В сентябре 1941 года Злыгостев повторно был призван в армию и направлен на фронт Великой Отечественной войны. Участвовал в боях под Ленинградом, Сталинградской и Курской битвах, освобождении Белоруссии и Польши, боях в Восточной Пруссии. К январю 1945 года старший сержант Иван Злыгостев был механиком-водителем самоходной артиллерийской установки «СУ-76» 959-го самоходного артиллерийского полка 71-го стрелкового корпуса 31-й армии 3-го Белорусского фронта. Отличился во время освобождения Польши.
4-5 января 1945 года в районе деревни Гарбассен экипаж Злыгостева отражал немецкую танковую контратаку, уничтожив 2 танка, 1 бронетранспортёр, около 40 вражеских солдат и офицеров. Когда его самоходная установка была подбита, весь экипаж, кроме него, погиб. Раненый Злыгостев на своей горящей машине протаранил немецкий танк, погибнув при этом.
Указом Президиума Верховного Совета СССР от 19 апреля 1945 года за «образцовое выполнение боевых заданий командования на фронте борьбы с немецкими захватчиками и проявленные при этом мужество и героизм» старший сержант Иван Злыгостев посмертно был удостоен высокого звания Героя Советского Союза. Также был награждён орденами Ленина, Отечественной войны 2-й степени, Красной Звезды, Славы 3-й степени, медалью «За отвагу». Навечно зачислен в списки личного состава воинской части.
В честь Злыгостева названа улица в городе Оса Пермского края.